# Друга палаталізація
Друга палаталізація задньоязикових приголосних або друге пом'якшення задньоязикових приголосних — друга зі слов'янських палаталізацій, зміна задньоязикових приголосних [g], [k], [x] на передньоязикові зубні [dz'], [c'], [s'] перед голосними переднього ряду дифтонгічного походження. Звук [dz'] («дзь») у більшості слов'янських мов (окрім староцерковнослов'янської, польської, македонської і полабської) надалі перейшов у [z'] («зь»).
Друга палаталізація відбувалася набагато пізніше, ніж перша палаталізація, що відбулася ще до монофтонгізації дифтонгів. Цим і пояснюються різні результати пом'якшення тих же самих приголосних. У часи існування немонофтонгізованих дифтонгів перші їхні складові були голосними непереднього ряду, тому не впливали на звучання попередніх задньоязикових. Після монофтонгізації склалися умови для чергової палаталізації.
Деякі мовознавці відносять до другої палаталізації і явища третьої палаталізації, вважаючи їх складовими одного процесу.

## Походження
Друга палаталізація проходила в період, коли праслов'янська мова вже не становила одного цілого, бувши роздрібненою на окремі діалекти. Це пояснює і різницю в її рефлексації в різних групах слов'янських мов.
В. М. Чекман вважав осередком поширення другої палаталізації ті говори праслов'янської, з яких надалі розвинулися сербська, хорватська, словенська і македонська мови.

## Суть явища
Друга палаталізація — перехід задньоязикових приголосних [g] («ґ»), [k] («к»), [x] («х») у ясенні (передньоязикові зубні) [dz'] («дзь») > [z'] («зь»), [c'] («ць»), [s'] («сь») перед голосними переднього ряду. До голосних переднього ряду, що спричинювали пом'якшення, відносять два звуки, що виникли з монофтонгізованих дифтонгів:
- i — від дифтонга oi̯ у закритому складі при спадній інтонації, а також наприкінці слова.
- ě («ять») — звук, що в цьому разі мав двояке походження:
  - Від дифтонга oi̯ у закритому складі при висхідній інтонації: пор. *věmь (раніша форма *vědmь) — грец. οίδα («знаю»). Походження ě від oi̯ підтверджують і дані внутрішньої реконструкції: праслов. *pěti («співати», «пі́ти») походить від ранішої форми *poi̯ti — пор. форма першої особи однини *pojǫ < *poi̯ǫ («співаю», «пію»); дієслово *děliti («ділити») походить з ранішої форми *doi̯liti — пор. іменник *dolja («доля»)[4].
  - Від дифтонга ai̯ у закритому складі: пор. праслов. *sněgъ («сніг») — гот. snaiws.

Ефекти другої палаталізації частіше спостерігають перед закінченнями іменників давального і місцевого відмінків однини, називного множини, називно-знахідного двоїни і наказовому способі, але трапляються вони і в коренях.

### Перехід *g у *dz'
Звук [g] перед голосними першого ряду переходив у [dz'] («дзь»). Надалі африкат [dz'] зберігся тільки в староцерковнослов'янській, польській і полабській мовах, а в інших слов'янських він перейшов у [z']. Наприклад, прасл. *goi̯lo (пор. лит. gailùs — «різкий, їдкий, мстивий», лит. gailas — «буйний», латис. gails — «любострасний», гот. gailjan — «радувати», давн.в-нім. geil — «хтивий») > *gělo > *dzělo > *zělo (пор. д.-рус. зѣлъ — «сильний», біл. до зела — «дуже», староцерк.-слов. ѕѣлъ, ѕѣло, словен. zelo, дав.-чеськ. zielo). Другим пом'якшенням [g] пояснюються і фонетичні чергування г/з, ґ/дз, наприклад, нога/на нозі (староукр. нога/на нозѣ), ґерлиґа/ґерлидзі, а також у множині слова «друг» — друзі.

### Перехід *k у *c'
Звук [k] перед голосними першого ряду переходив у [c'] («ць»). Наприклад, прасл. *koi̯lъ (пор. прусськ. kailūstiskan «здоров'я», гот. hails «здоровий, цілий») > *kělъ > *cělъ (д.-рус. цѣлъ, укр. цілий, рос. целый, староцерк.-слов. цѣлъ); ранньо-прасл. *koi̯na («ціна», «вира», пор. лит. kaina, авест. kaēnā- — «помста», пра-і.є. *kwoinā — «вира») > праслов. *cěna («ціна»); *kĭrkū (від прагерм. *kirikō) > *cьrky («церква»; в цьому разі пом'якшення відбулося перед редукованим ь, який за походженням є коротким i, докладніше див. нижче). Другим пом'якшенням [k] пояснюються також фонетичні чергування к/ц, наприклад, рука/на руці (староукр. рука/на руцѣ). У давньоруській мові подібне чергування існувало також у називному і місцевому відмінках множини (вълкъ — вълци, вълцѣхъ, внукъ — внуци, внуцѣхъ).

### Перехід *x у *s'
Звук [x] перед голосними першого ряду переходив у [s'] («сь»). Наприклад, прасл. *хоirъ (пор. прагерм. *haira-) > *хěrъ > *sěrъ (пор. д.-рус. сѣръ, укр. сірий, рос. серый, пол. szary, в.-луж. šěry, н.-луж. šery). Другим пом'якшенням [x] пояснюються також фонетичні чергування х/с, наприклад, дух/у дусі (староукр. духъ/въ дусѣ), пряха/прясі (староукр. прѧха/прѧсѣ), порох/у поросі (староукр. порохъ/въ поросѣ). У давньоруській мові подібне чергування існувало також у називному і місцевому відмінках множини (дуси, дусѣхъ).

### Друга палаталізація у сполученнях *kv, *gv, *xv
Відображенням другої палаталізації була зміна [g], [k], [х] на у сполученнях [gv], [kv], [xv]. При монофтонгізації дифтонгів пом'якшений [v] більше впливав на [g], [k], [х] і призводив до зміни задньоязикових перед голосними [ī], [ě] дифтонгічного походження на [z´], [c´], [s´], напр.: прасл. *gvŏi̯zdā > *dzvězda > *zvězda > д.-рус. звѣзда, *kvŏi̯tŏs > *cvětъ > д.-рус. цвѣтъ, *vl̥svŏi̯ > *vl̥xvŏi̯ > *vъlsvi > д.-рус. вълсви. Це явище засвідчено в східних та південних слов'янських мовах, але у східнослов'янських воно є суперечливим, бо в них трапляються [gv], [kv] і [zv], [cv] (з [xv] — лише слова «волхв» і «лихва»), а робити певні висновки важко, бо слів з такими сполученнями виявлено мало (квіт — цвіт; квітень — цвітень). Окрім того, форми з kv засвідчені і в російських північно-західних діалектах (кветка, квести). Дані говорів засвідчують, що форми на [gv], [kv] були більш поширені в північній та східній частинах України, а форми на [zv], [cv] — у південно-західних говірках. Існує навіть гіпотеза, що палаталізація сполучень *kv, *gv, *xv східнослов'янським мовам була так само невластива, як і західнослов'янським, а лексеми «цвіт» і «звізда» є церковнослов'янізмами.
У західнослов‘янських мовах первісні [g], [k] не палаталізувались і збереглися до сьогодні (напр. пол. gwiazda, kwiat, чеськ. hvězda, květ).
У цілому число слів з сполученнями *kv, *gv, *xv перед [ī], [ě] було в праслов'янській обмеженим: *květъ, *kviliti («квилити»), *gvězda, а також граматичні форми слів *vъlxvъ і *lixva («лихва»). Не зовсім ясна ситуація з лексемами ономатопеїстичного характеру *gvizdati («свистіти») і *xvějati («гойдати», «хвіяти»).

### Друга палаталізація у сполученнях *sk, *zg
Сполучення *sk, *zg, якщо вони знаходилися перед голосними першого ряду, теж зазнали пом'якшення. У східнослов'янському і західнослов'янському мовних ареалах ці сполучення перейшли відповідно в šč і ždž, а в південнослов'янському — у sc і zdz, причому з тенденцією до спрощення цих сполучень напочатку слова. Від пол. Polszcze — архаїчної форми давального і місцевого відмінків хороніма Polska (сучасна форма цих відмінків — Polsce) походить і назва цієї країни в східнослов'янських мовах (укр. Польща, біл. Польшча, рос. Польша — з ранішого Польща).

### Рефлекси
Більшість науковців вважає, що звуки [dz'], [c'], [s'], утворені у результаті другої палаталізації, були м'якими (тому їх часто записують з апострофом) і лише надалі стверділи. Проте, деякі мовознавці припускають, що наслідки цієї палаталізації м'якими якраз не були (тобто c, dz, s/š, а не c', dz', s'/š'), на відміну від рефлексів третьої палаталізації (слід зауважити, що третя була прогресивною, тобто умовою для неї є перебування *k, *g, *x у положенні після певних голосних, а не перед, як для другої). Уперше таке припущення висловлене А. Лескіном, а пізніше розділене Р. Нахтігалом, Н. ван Вейком і С. Б. Бернштейном. Не всі славісти погодилися з ними: так, В. М. Чекман вважає цю гіпотезу неправдоподібною.

### Граматична аналогія у російській і словацькій
У більшості слов'янських мов наявне чергування приголосних звуків основи у формах різних відмінків. Так, основа форм давального і місцевого відмінка однини відрізняється від основ інших відмінків: укр. рука/руці, нога/нозі, біл. рука/руцэ, нага/назе, пол. ręka/ręce, noga/nodze, чеськ. ruka/ruce, noha/noze, серб. рука/руци, нога/нози.
Але у російській і словацькій мовах таке чергування відсутнє: рос. рука/руке, нога/ноге, словац. ruka/ruke, noha/nohe. Припускають, що це явище виникло внаслідок аналогії, вирівнюванням основи різних відмінків. У разі з відсутністю чергування у російській мові не виключається і вплив північноросійських діалектів, де друга палаталізація взагалі не відбулася.

## Хронологія

### Відносна хронологія
Друга палаталізація історично пізніша, ніж перша — вже після монофтонгізації дифтонгів. Наслідки другої палаталізації, як і першої, також збереглися в усіх слов‘янських мовах.
Деякі мовознавці (С. Б. Бернштейн) вказували, що термін «друга палаталізація» слід вважати неточним: існують підстави припускати, що третя палаталізація передувала другій, тобто «другу» правильніше називати «третьою», а «третю», навпаки, «другою».
Інші припускають, що друга і третя палаталізації відбувалися водночасно, а деякі взагалі не виділяють третьої палаталізації. вважаючи другу і третю частинами одного процесу.

### Абсолютна хронологія
- до I ст. н. е. (О. Брюкнер)
- до II—IV ст. н. е., (Т. Лер-Сплавінський)
- до III—IV ст. н. е. (Ф. Філін)
- не раніше за 600 рік (Х. Бірнбаум);
- VI—VII століття нашої ери (Ю. В. Шевельов, Ф. Славський, З. Штібер[22]
- від V по X ст. н. е. (В. М. Чекман)
- VI—IX ст. нашої ери (М. Шеклі)

#### Дані пам'яток
У VI ст. н. е. візантійський історик Менандр Протектор записав ім'я одного з антських вождів як Κελαγαστός, ототожнене польським мовознавцем Є. Налепою зі слов'янським ім'ям *cělogostъ. На думку Налепи, це є доводом на користь того, що друга палаталізація здійснилася не раніш, ніж у VII ст..

#### Дані топонімів
Для уточнення хронології другої палаталізації австрійський мовознавець і германіст П. Лессіак використав дані альпійської топономії. Оскільки річка Гайль (нім. Gail — з ранішого *Gīla) словенською звучить як Zílja (діал. Zila), він зробив висновок, що на момент перших контактів слов'ян і германців в Альпах (найраніше бл. 600 р. н. е.) процес другої палаталізації у слов'янських мовах ще не закінчився.
Р. Екблом звернув увагу чеське передавання назв Регенсбург і Реген: Řezno і Řezná, у яких німецькому g відповідає рефлекс другої палаталізації z. Назва міста є слов'янською адаптацією лат. Regino. Зважаючи на те, що слов'яни заселили Чехію близько 500 р. н. е., З. Штібер вважав, що у VI ст. друга палаталізація ще діяла у західнослов'янських мовах.

#### Дані запозичень
Друга палаталізація відбувалася не тільки в питомо слов'янських словах, але й у праслов'янських запозиченнях з інших мов:
- *cěsar'ь («цар», «цісар») < гот. kaisar < лат. caesar («цезар», «кесар»)[27];
- *cьrky («церква») < прагерм. *kirikō чи *kirkō < дав.-гр. κυρικόν[28]. У даному разі друга палаталізація відбулася не перед «ятем» або [i] з дифтонга, а перед редукованим ь — з короткого [i]. Наявність рефлексу другої палаталізації замість першої пояснюється порівняно пізнім характером запозичення;
- *cęta («дрібна монета», «цятка»[29]) < лат. centum («сотня») — прямо чи через посередництво гот. kintus[30].

## Відсутність другої палаталізації у давньоновгородському діалекті
Друга палаталізація відбулася у всіх праслов'янських діалектів, окрім новгородсько-псковського, який, на думку низки дослідників (А. А. Залізняк), корінним чином відрізняється від інших східнослов'янських, наближуючися за низкою ознак до західнослов'янських. Уперше на це вказав на початку XX ст. Б. М. Ляпунов, який звернув увагу на форму давального відмінка однини в Новгородській Мінеї 1096 року: рабу своѥму Дъмъкѣ (замість належного Дъмъцѣ). Ідея Ляпунова не знайшла підтримки в інших науковців, бо ця форма є одиничною, але надалі з'явилися нові аргументи на її користь. С. М. Глускіна у 1966 році вказувала на дані живих північно-західних говорів російської мови, які зберегли лексеми без слідів другої палаталізації у коренях слів, що не можна пояснити граматичною аналогією (вона пояснює лише відсутність другої палаталізації у закінченнях, як у літературній російській і словацькій). Крапку в цьому питанні поставило вивчення новгородських берестяних грамот, значний внесок у яке зробив А. А. Залізняк. У грамотах трапляється постійне «порушення» закону пом'якшення задньоязикових перед  і . Зокрема, Залізняку вдалося розшифрувати доти незрозуміле місце з найдавнішої грамоти (№ 247): а замъке кѣле а двьри кѣлѣ (укр. і замок цілий і двері цілі), ототожнивши форми кѣле і кѣлѣ з д.-рус. цѣлъ.
На відсутність другої палаталізації у давньоновгородському діалекті вказують і лексикографічні дані сучасних російських північно-західних говірок: кеп («ціп»), кедить («цідити»).

## Графіка
У староукраїнській мові голосні переднього ряду, що спричинювали палаталізацію, на письмі позначали двома буквами — «ѣ» та «и»: нога — нозѣ, внукъ — внуци, муха — мусѣ, другъ — друзи. Пізніша форма друзѣ виникла внаслідок аналогії до форм знахідного множини іменників на *-ŏ м'якої групи (отьцѣ, мужѣ, конѣ, краѣ); після скасування «ятя» наприкінці XIX ст. в українській графіці його замінила літера «і». Сучасна форма множини друзі є одиничним прикладом архаїчної, реліктової форми давньоруського називного відмінка множини твердої групи типу на *-ŏ, оскільки у більшості слів у староукраїнський період форми називного були витіснені формами знахідного відмінка, де палаталізації не відбувалося (укр. внуки, вороги — від д.-рус. внукы, ворогы). У всіх цих словах «ы» сходив до праслов'янського звука непереднього ряду *y (у МФА — [ɨ]), який не спричинював палаталізації передньоязикових.
Для позначення утворених внаслідок палаталізації африкатів [dz'] і [c'] у старослов'янській абетці існували особливі літери. Для позначення [dz'] первісно використовували  з поперечною рискою, надалі для цієї мети узвичаїли літеру  («зіло»). У глаголиці ця літера мала накреслення . Звук [c'] передавали літерою  («ци»), що є видозміненою літерою гебрейської абетки.
З огляду на те, що в слов'янських мовах протягом тривалого часу приголосні [g], [k], [x] не могли сполучуватися з голосними переднього ряду без переходу у свистячі (ще раніше — у шиплячі), це відбивалося і на письмі. У давньоруських пам'ятках ми знаходимо лише форми гыбѣль, кыслыи, хытрыи, а також Кыѥвъ.
У ІІ тисячолітті н. е. (XIII—XIV ст.), внаслідок фонетичних змін у слов'янських мовах, закон палаталізації перестає діяти, задньоязикові приголосні відтоді можуть пом'якшуватися без переходу в свистячі. Це знову знаходить відбиття і в графіці. У пізніших письмових пам'ятках вже трапляються написання гибѣль, кислыи, хитрыи, Кіевъ. Ці ж написання зберігаються досі в сучасній церковнослов'янській орфографії. У староукраїнських діалектах зміни в графіці могли пояснюватися ще наслідками процесу злиття звука [ɨ] з [і] у новий голосний передньо-середнього ряду [ɪ], для позначення якого використовувалися літери «и», «ы», а також «і» (звук [і] у запозиченнях передавав ѣ). Подальше упорядкування українського правопису затвердило за [ɪ] літеру «и», а за [і] — літеру «і».
Як було зазначено вище, рефлекси другого пом'якшення наочно демонструють форми давального і місцевого відмінка в більшості слов'янських мов, основа яких відмінна від основи інших відмінків. У старослов'янській мові палаталізація також зачіпає і форми називного відмінка множини: праведници, враsи з прикінцевим и (< *i < *oi), у той час як знахідний і орудний відмінок множини праведникы, врагы мають наприкінці ы (< *y), який не спричинював пом'якшення задньоязикових. У сучасній церковнослов'янській, із ствердінням «ц», орфографія дещо змінилася: у називному відмінку множини пишеться праведницы, ученицы.

## В інших мовах
- Схоже явище, ймовірно, відбулося у латиській мові в X—XIII століттях. Звуки k і g перейшли в c і dz перед голосними переднього ряду, а також перед j[36]. Наприклад, латис. dzîvs («живий», «спритний») при лит. gývas.
- У західних діалектах народної латині звук k перед голосними переднього ряду перейшов у c. Пізніше в різних романських мовах звук c дав різні рефлекси: фр. cerf (МФА: [sɛʁ]), ісп. ciervo (МФА: [ˈθjerβo]), порт. cervo (МФА: [ˈsɛɾvu]) походять від лат. cervus (МФА: [ˈkɛrwʊs]) — «олень»[37].